# قطار تندرو تایوان
قطار تندرو تایوان (انگلیسی: Taiwan High Speed Rail) یکی از سامانه‌های ریلی در کشور تایوان است.
این خط راه‌آهن در تاریخ ۵ ژانویه ۲۰۰۷ تأسیس شده و دارای ۳۴۵ کیلومتر طول، هشت ایستگاه و دو خط رفت و برگشت است. قطار تندرو تایوان در سال ۲۰۱۲ میلادی ۴۴٬۵۲۵٬۷۵۴ نفر را جابه‌جا کرده‌است.

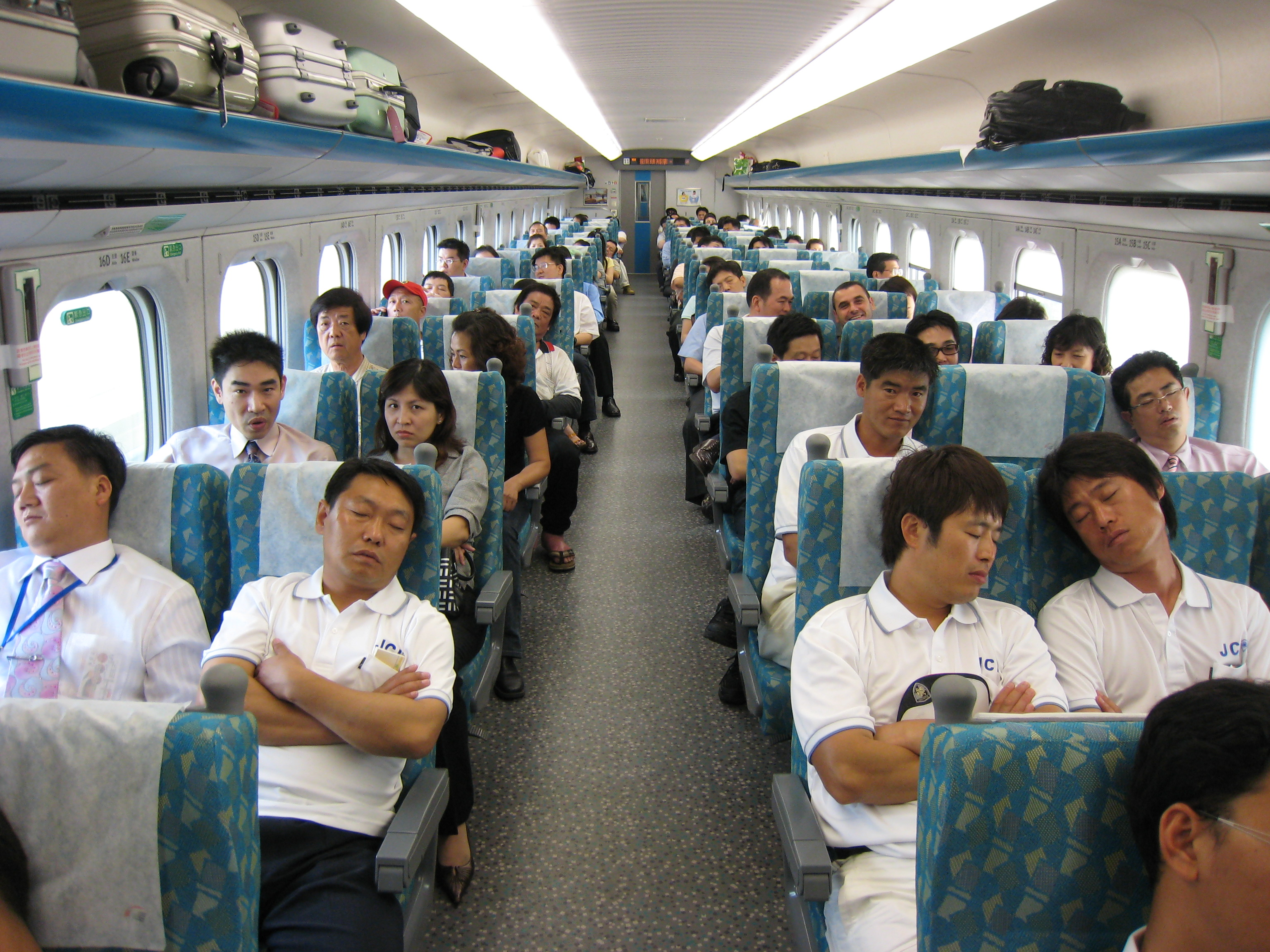
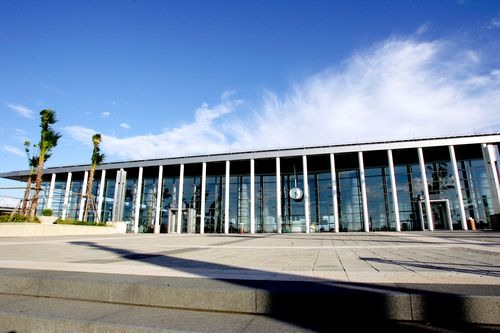
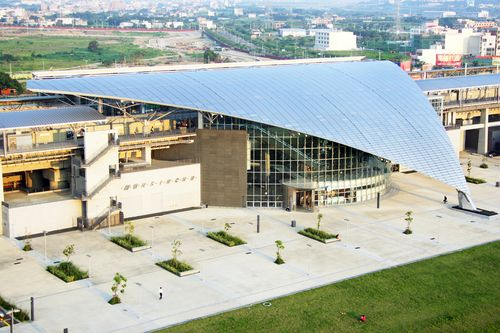
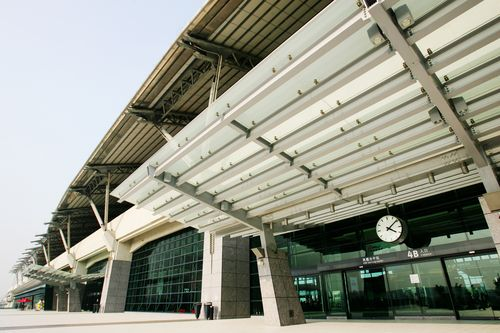
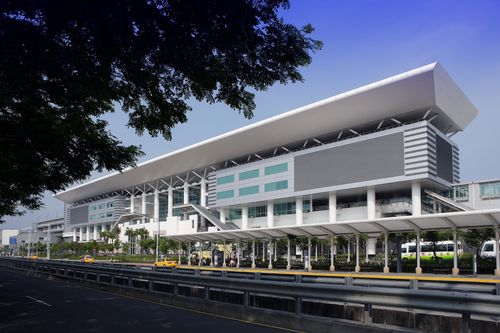
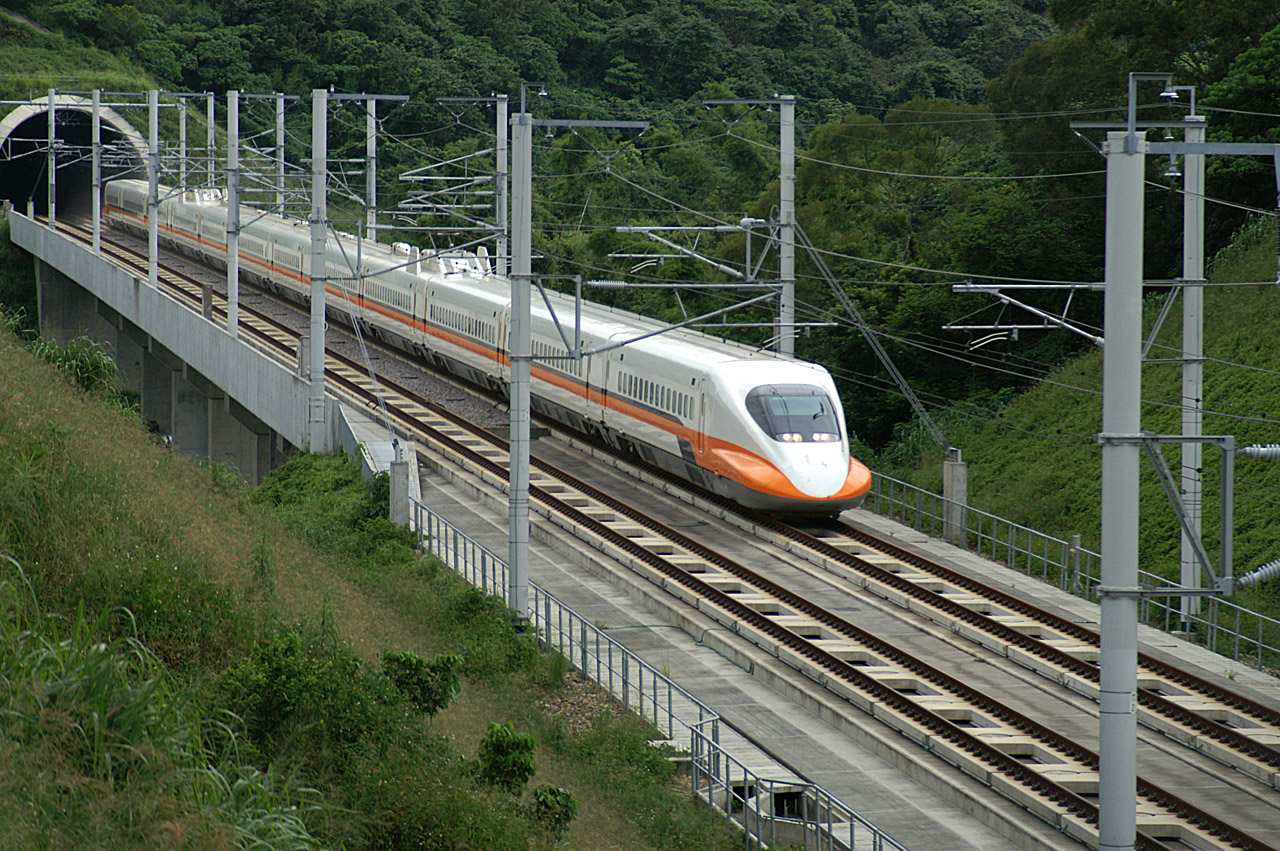

## ایستگاه‌ها
| کد     | ایستگاه                                 | ایستگاه | فاصله (km) | توضیحات ایستگاه و اتصال‌ها                                                                                      | نوع          | موقعیت     | موقعیت          |
| ------ | --------------------------------------- | ------- | ---------- | --- | ------------ | ---------- | --------------- |
| NAG/01 | نانگانگ Planned to open in mid-2016     | 南港    | (−3.270)   | TRA خط غربی (097) Blue (BL17)                                                                                  | زیرزمینی     | Nangang    | تایپه           |
| TPE/02 | تایپه                                   | 台北    | 5.904      | TRA خط غربی (100) Red (R13) Blue (BL7) Airport (A1) [Dec. 2015]                                                | زیرزمینی     | Zhongzheng | تایپه           |
| BAQ/03 | بانکیاو                                 | 板橋    | 13.120     | TRA خط غربی (102) Blue (BL2) Yellow (Y15) [Dec. 2017]                                                          | زیرزمینی     | Banqiao    | نیو تایپه       |
| TAY/04 | تائویوان                                | 桃園    | 42.285     | Taiwan Taoyuan International Airport Shuttle Bus (NTD$30) Blue (B/5) [Dec.2015]                                | زیرزمینی     | Zhongli    | Taoyuan         |
| HSC/05 | هسینچو                                  | 新竹    | 72.179     | TRA خط لیوجیا— از طریق لیوجیا (240) THSR Free Shuttle Bus                                                      | زمینی        | ژوبی       | Hsinchu County  |
| MIL/06 | میائولی Planned to open in Dec. 2015    | 苗栗    | 104.865    | TRA خط تایچونگ— از طریق فنگفو (136)                                                                            | زمینی        | Houlong    | Miaoli County   |
| TAC/07 | تایچونگ                                 | 台中    | 165.733    | TRA خط تایچونگ— از طریق شینووری (280) THSR Free Shuttle Bus متروی تایچونگ Green — از طریق شینووری (G17) [2017] | زمینی        | Wuri       | تایچونگ         |
| CHH/08 | چانگوا Planned to open in Dec. 2015     | 彰化    | 193.886    | | زمینی        | Tianzhong  | Changhua County |
| YUL/09 | یونلین Planned to open in Dec. 2015     | 雲林    | 218.480    | | زمینی        | Huwei      | Yunlin County   |
| CHY/10 | چیایی                                   | 嘉義    | 251.585    | اتوبوس‌رانی چیایی                                                                                               | elevated     | تایبائو    | Chiayi County   |
| TAN/11 | تاینان                                  | 台南    | 313.860    | TRA خط شالون— از طریق شالون (284) THSR Free Shuttle Bus                                                        | زمینی        | Guiren     | تاینان          |
| ZUY/12 | شینزویینگ                               | 左營    | 345.187    | TRA خط غربی (288) Red (R16)                                                                                    | ground level | Zuoying    | کاوهسیونگ       |
| KAH/13 | کاوهسیونگ Station in the long-term plan | 高雄    | —          | TRA خط غربی (185) Red (R11)                                                                                    | زیرزمینی     | Sanmin     | کاوهسیونگ       |